# After We Fell
After We Fell är en amerikansk romantisk dramafilm från 2021 i regi av Castille Landon och med manus skrivet av Sharon Soboil, som är baserad på den tredje boken med samma namn från bokserien After av Anna Todd. För tredje året i rad spelas filmens huvudroller Tessa Young och Hardin Scott av Josephine Langford och Hero Fiennes Tiffin, medan de övriga rollerna spelas av Louise Lombard, Rob Estes, Arielle Kebbel, Chance Perdomo, Frances Turner, Kiana Madeira, Carter Jenkins och Mira Sorvino. Filmen hade premiär den 1 september (i Sverige och övriga delar av Europa) och 30 september (i USA) 2021.
After We Fell är den tredje filmen i ordningen efter After (2019) och After We Collided (2020). Uppföljaren After Ever Happy, som spelades in samtidigt som den här filmen, hade premiär år 2022.

## Handling
Tessa (Josephine Langford) har fått sitt drömjobb och förbereder sig för att flytta till Seattle, men Hardins (Hero Fiennes-Tiffins) svartsjuka och oförutsägbara beteende får nya höjder och hotar nu att rasera deras relation. Samtidigt inträffar det oväntade händelser kring deras respektive familjer, vilket gör att hela deras relation sätts ännu mer på spel.

## Rollista
- Josephine Langford – Tessa Young
  - Samantha Clare Fries – Unga Tessa
- Hero Fiennes-Tiffin – Hardin Scott
- Carter Jenkins – Robert Freeman
- Louise Lombard – Trish Daniels
- Arielle Kebbel – Kimberley
- Stephen Moyer – Christian Vance
- Mira Sorvino – Carol Young
- Chance Perdomo – Landon Gibson
- Frances Turner – Karen Scott
- Rob Estes – Ken Scott
- Kiana Madeira – Nora
- Atanas Srebrev – Richard Young
- Angela Sari – Lillian